# Motín antifiscal

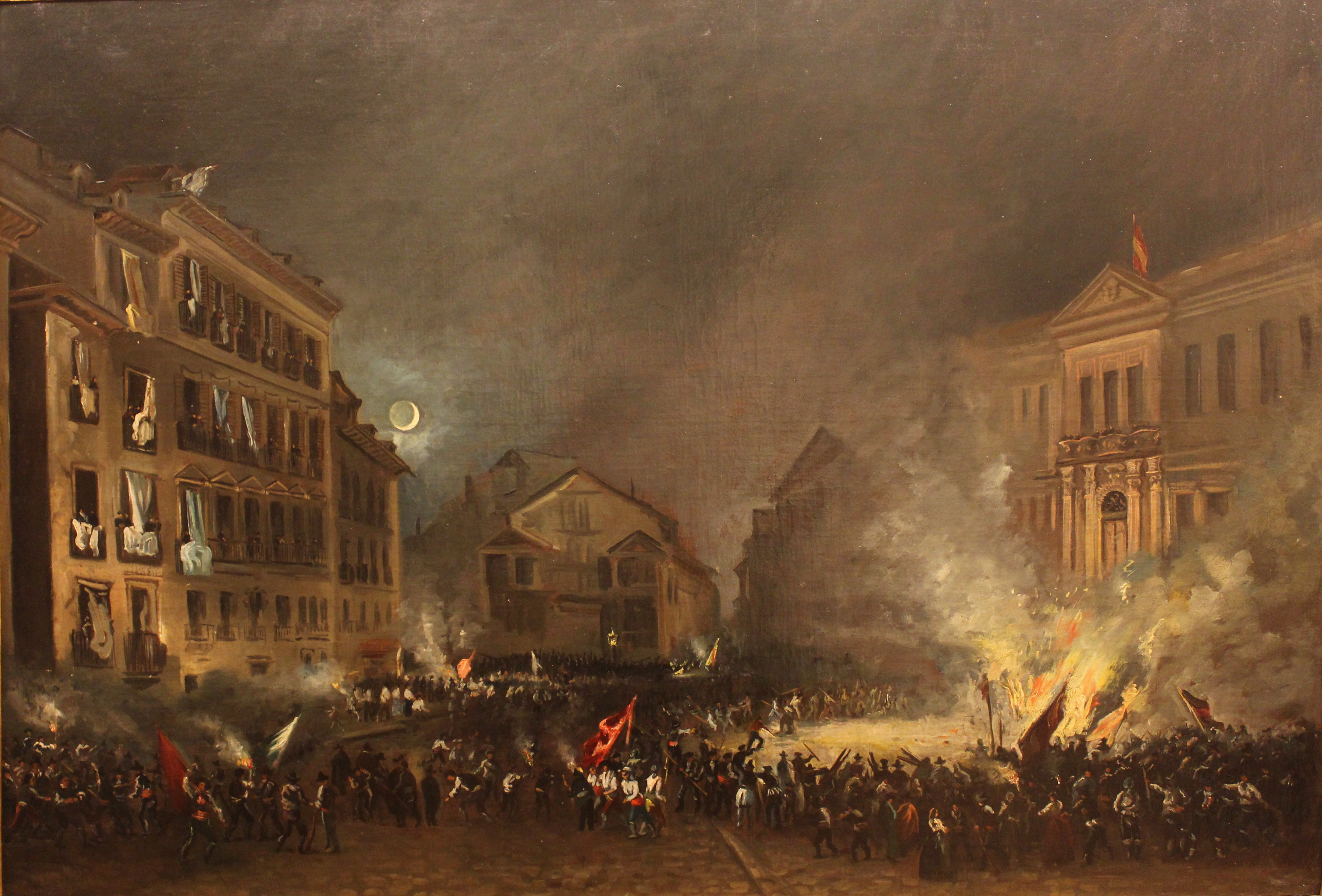
Episodio de la Vicalvarada, por Eugenio Lucas Velázquez. La Revolución española de 1854 fue una insurrección antifiscal que se extendió por toda España al grito de más pan y menos consumos, y que terminó obligando a la reina María Cristina a marchar al exilio y supuso la vuelta al poder de Espartero y del general O'Donnell.

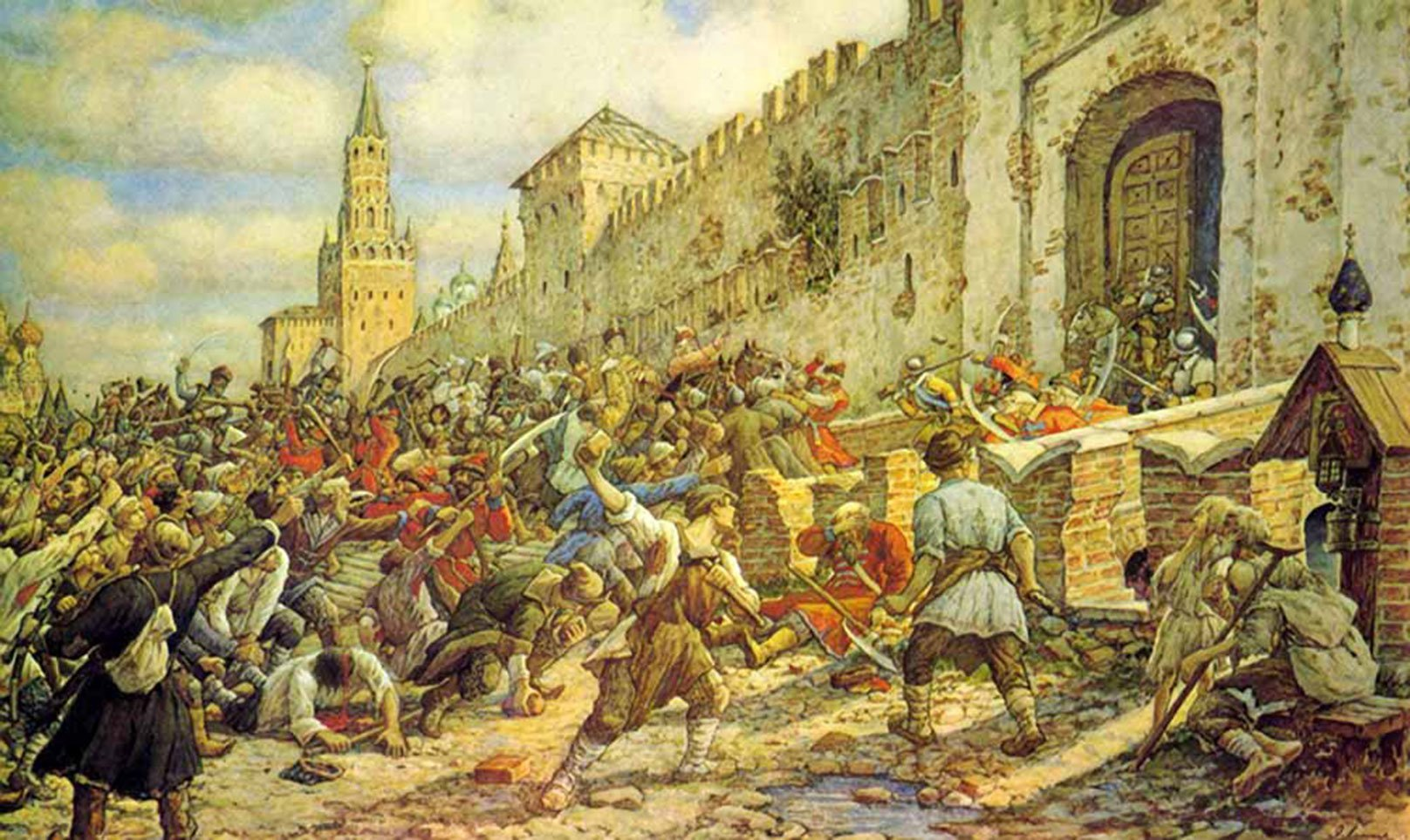
Motín de contra el nuevo impuesto de la sal de 1648 en Moscú, cuadro de E. Lissner.

El motín antifiscal es una forma de protesta popular muy común durante el Antiguo Régimen, las revoluciones burguesas y el siglo XIX, caracterizado por el uso de la acción directa colectiva para evitar la recaudación de impuestos.

## Características
Su forma y contenidos han variado dependiendo geográficamente del tipo de exacción fiscal frente a la que se resistían los amotinados. Los más comunes han sido motines defensivos contra las innovaciones fiscales, ya fuesen del estado absolutista o bien de los nuevos estados centralizados de matriz napoleónica en el siglo XIX. Para la mentalidad popular era muy frecuente identificar innovación con ilegitimidad, y los adversarios del régimen podían fácilmente agitar la idea de que detrás de las innovaciones había un intento de aumentar la presión fiscal.
No obstante, también ha habido motines antifiscales ofensivos en los que la población se aprovechaba de una situación revolucionaria para asaltar en masa, por ejemplo, los registros señoriales donde se anotaban las obligaciones fiscales de tipo feudal, acciones muy frecuentes durante el gran miedo en la Revolución francesa. En ocasiones, motines con componentes antifiscales, como el motín del té de Boston, provocaron o se insertaron en procesos revolucionarios más generales.

## En España
En España el motín antifiscal más característico ha sido el motín de consumos, que se resistía contra los impuestos directos en el mercado introducidos por la reforma fiscal de Alejandro Mon en 1845. La abolición de este impuesto formó parte del programa progresista entre 1845 y 1868, atendiendo a que los motines que suscitaba hacían ver que no era popular. En la oleada de agitación de la revolución de 1854 hubo muchos motines de consumos y el nuevo gobierno progresista abolió el impuesto. En 1855 los reintrodujo y en la agitación del verano de 1856, aunque primaron los motines de subsistencias, también hubo motines de consumos.

## En Portugal
En Portugal en cambio, el motín antifiscal más típico consistía en una algarada popular rural, reunida al toque de campanas, en la que los aldeanos expulsaban a los funcionarios del catastro cuando estaban midiendo las propiedades, o asaltaban y destruían el edificio público en el que se registraban las obligaciones fiscales de cada uno de ellos. Hubo oleadas de motines de este tipo en 1847, 1862 y 1867 en una resistencia tenaz que llevó al Gobierno portugués a renunciar a elaborar el catastro.